# Vlag van De Aarlanden

Vlag van De Aarlanden
(1987-1995)

De vlag van De Aarlanden is op 6 april 1987 vastgesteld als de vlag van het waterschap De Aarlanden. De vlag kan als volgt worden beschreven:
Drie verticale banen van blauw, geel en rood in de verhouding 2:1:1, met op de blauwe baan twee witte gekruiste zwaarden, naar boven wijzend, met daaronder een witte jachthoorn, zo geplaatst dat de hoogte van de zwaarden en de jachthoorn samen 4/5 van de vlaghoogte zijn.
De kleuren en stukken zijn afgeleid van het wapen. Het blauw is de kleur van het wapenschild. Zwaarden en jachthoorn waren de elementen van de voormalige gemeente Aarlanderveen, waar het waterschap zijn naam aan ontleent. Het wapenschild is een onderdeel van het gemeentewapen van Ter Aar, namelijk van het baljuwschap Voshol. Ter Aar is de hoofdplaats van het waterschap. Geel en rood zijn de kleuren van de vlag van Ter Aar. Het ontwerp van de vlag is van de hand van G. Steenge, secretaris van het waterschap.
Vanaf 1995 is de vlag niet langer als de vlag van deze waterschap in gebruik omdat het waterschap De Aarlanden in het nieuwe waterschap De Oude Rijnstromen op is gegaan.

## Verwante afbeeldingen

Wapen van De Aarlanden
Wapen van Aarlanderveen
Wapen van Ter Aar
Wapen van Voshol
Vlag van Ter Aar

Aa en Maas · Amstel, Gooi en Vecht · Brabantse Delta · Delfland · De Dommel · Drents Overijsselse Delta · Fryslân · Hollands Noorderkwartier · Hollandse Delta · Hunze en Aa's · Limburg · Noorderzijlvest · Rijn en IJssel · Rijnland · Rivierenland · Scheldestromen · Schieland en de Krimpenerwaard · De Stichtse Rijnlanden · Vallei en Veluwe · Vechtstromen · Zuiderzeeland
Voormalige waterschappen: 
De Aa · De Aarlanden · Alblasserwaard en de Vijfheerenlanden · De Alm · Amelander Grieën · Amstel- en Gooiland · Amstelland · Boarn en Klif · De Bovenvecht · Drentse Aa · Duurswold · Eemszijlvest · Goeree-Overflakkee · Gouwelanden · Groot Maas en Waal · Groot-Haarlemmermeer · Groot-Waterschap van Woerden · Groote Waard · Haarlemmermeerpolder · Hulster Ambacht · IJsselmonde · Krimpenerwaard · Land van Heusden en Altena · Het Lange Rond · Lauwerswâlden · Leidse Rijn · Linge · De Maaskant · Het Maasterras · Mark en Dintel · Marne-Middelsee · Meer en Woude · De Middelsékrite · De Nederwaard · Noord-Beveland · Noord- en Zuid-Beveland · Noord-Limburg · Noord-Veluwe · Noordhollands Noorderkwartier · Noordoostpolder · Noordwoude · Oldambt · Oude IJssel · De Overwaard · De Proosdijlanden · Purmer · Regge en Dinkel · De Runde · Salland · Schermer · Schieland · De Schipbeek · Schouwen-Duiveland · Sevenwolden · De Stellingwerven · Tholen · Tusken Waed en Ie · Uitwaterende Sluizen in Kennemerland en West-Friesland · De Vechtlanden · De Vier Noorder Koggen · Het Vrije van Sluis · De Waadkant · Walcheren · Waterland · De Waterlanden · Westergo's IJsselmeerdijken · Westerkwartier · Westfriesland · Wilck en Wiericke · Wilhelminapolder · Zuiveringschap Limburg